# ヒバリート
ヒバリート（jibarito）とは、パンの代わりにグリーンプランテン（料理用バナナ）を平たく潰して揚げたものを用いるサンドイッチの一種。具は肉、チーズ、レタス、トマトなどが一般的で、ガーリックマヨネーズをかける。最初に作られたヒバリートはステーキを挟んだものだが、現在ではチキンやポークなどのバリエーションも広まっている。

## 歴史
シカゴで飲食店を経営していたファン・"ピーター"・フィゲロアは、フンボルト・パーク近辺のプエルトリコ料理店ボリンケン・レストランで1996年にヒバリートを出し始めた。きっかけとなったのは、プエルトリコの料理店プラタノ・ロコで1991年にパンではなくプランタンで挟むサンドイッチが作られたという新聞記事だった。「ヒバリート」という名は「ヒバロ」に指小辞を付けたもので「小さな田舎者」を意味する。
ヒバリートは人気を博し、まもなくメキシコ、キューバ、アルゼンチンなどシカゴ中のラテンアメリカ料理店に広まった。現在では一般の飲食店でも食べられるところがある。

## 類似のサンドイッチ
ヒバリートの登場前からラテンアメリカには揚げプランテンで挟むサンドイッチが存在した。コロンビアの名物料理パタコンや、プエルトリコのアグアダで営業するプラタノ・ロコで1991年に生み出された料理などはその例である。

## 受容
グルメサイト「デイリー・ミール」は「あなたの知らない、人生が変わる12のサンドイッチ」と題する記事でヒバリートを挙げた。